# Die Teufelsaustreibung

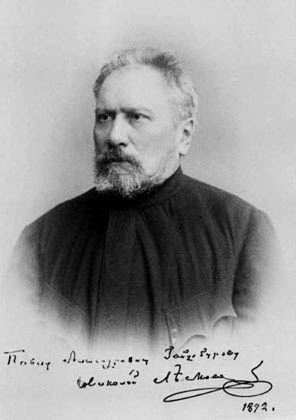
Nikolai Leskow im Jahr 1872

Die Teufelsaustreibung, auch Eine Teufelsaustreibung (russisch Чертогон, Tschertogon), ist eine Erzählung des russischen Schriftstellers Nikolai Leskow, die am 25. Dezember 1879 in der Sankt Petersburger Tageszeitung Nowoje wremja unter dem Titel Weihnachtsabend bei einem Hypochonder erschien. Übertragungen ins Deutsche liegen von Alexander Eliasberg (1921), Ruth Hanschmann (1952), Hartmut Herboth (1971) und Erich Müller-Kamp (1972) vor.
Leskow habe als Vorbild für seinen sündigen Protagonisten Ilja Fedossejewitsch den Millionär Alexei Chludow genommen.

## Inhalt
Der Ich-Erzähler aus Orjol, Sohn eines verstorbenen Adligen, lebt mit seiner Mutter in bescheidenen Verhältnissen. Als er sich zum Studium nach Moskau aufmacht, bittet ihn seine Mutter, dort ihren gottesfürchtigen Bruder Ilja Fedossejewitsch aufzusuchen. Die Mutter ist bürgerlicher Herkunft und der Onkel überaus wohlhabend.
Als der Erzähler sich bei dem Moskauer Onkel vorstellt, verbringt dieser mit dem Neffen einen Abend, genauer eine Nacht, im Lokal Jar. Nach der Ankunft in der Gaststätte lässt der Onkel zunächst alle Gäste aus dem Lokal hinauskomplimentieren, lädt um die hundert Freunde ein und engagiert zwei Zigeuner-Orchester. Als alle anwesend sind, werden die Türen verschlossen. Nach dem Gelage, gewürzt mit groben Späßen, bricht der Morgen an. Die Inneneinrichtung wurde von den Gästen zertrümmert. Der Onkel zahlt die gesamte Rechnung. Darauf fahren Onkel und Neffe in die Banja. Zuletzt suchen beide Herren das Kloster mit der Ikone der Allgepriesenen Gottesmutter auf. Die Nonnen empfangen den Onkel mit der gleichen Ehrerbietung wie der französische Inhaber des Jar am Vorabend. Ilja Fedossejewitsch will seine in jenem Restaurant begangene Sünde beichten. Der Onkel kniet nicht hin, sondern stürzt förmlich zu Boden und blieb unbeweglich liegen. Es folgt ein Vorgang, der dem Ich-Erzähler von einer der Nonnen erklärt wird: Der Teufel verlässt den Onkel und entfleucht in die Hölle.
„Jetzt ist mir vergeben“, atmet der Onkel auf und erhebt sich.

## Verfilmung
2005: Die Teufelsaustreibung – russischer Kurzfilm von Andrei Schelesnjakow mit Pjotr Weljaminow als Onkel Ilja Fedossejewitsch und Juri Tarassow als sein Neffe.

## Deutschsprachige Ausgaben
- Die Teufelsaustreibung. Deutsch von Hartmut Herboth. S. 5–20 in Eberhard Reißner (Hrsg.): Nikolai Leskow: Gesammelte Werke in Einzelbänden. Der Gaukler Pamphalon. 616 Seiten. Rütten & Loening, Berlin 1971 (1. Aufl.)
- Die Teufelsaustreibung. Aus dem Russischen von Ruth Hanschmann. S. 252–270 in Nikolai Leskow: Der Weg aus dem Dunkel. Erzählungen. 467 Seiten. Dieterich’sche Verlagsbuchhandlung, Leipzig 1972 (Sammlung Dieterich Bd. 142, 3. Aufl.)

Verwendete Ausgabe:
- Die Teufelsaustreibung. Deutsch von Hartmut Herboth. S. 426–440 in Eberhard Dieckmann (Hrsg.): Nikolai Leskow: Gesammelte Werke in Einzelbänden. 4. Der ungetaufte Pope. Erzählungen. Mit einer Nachbemerkung des Herausgebers. 728 Seiten. Rütten & Loening, Berlin 1984 (1. Aufl.)

## Anmerkung
1. ↑  Vermutlich meint Leskow das Restaurant Jar (russ. Яр (ресторан)).